# Tom Berenger

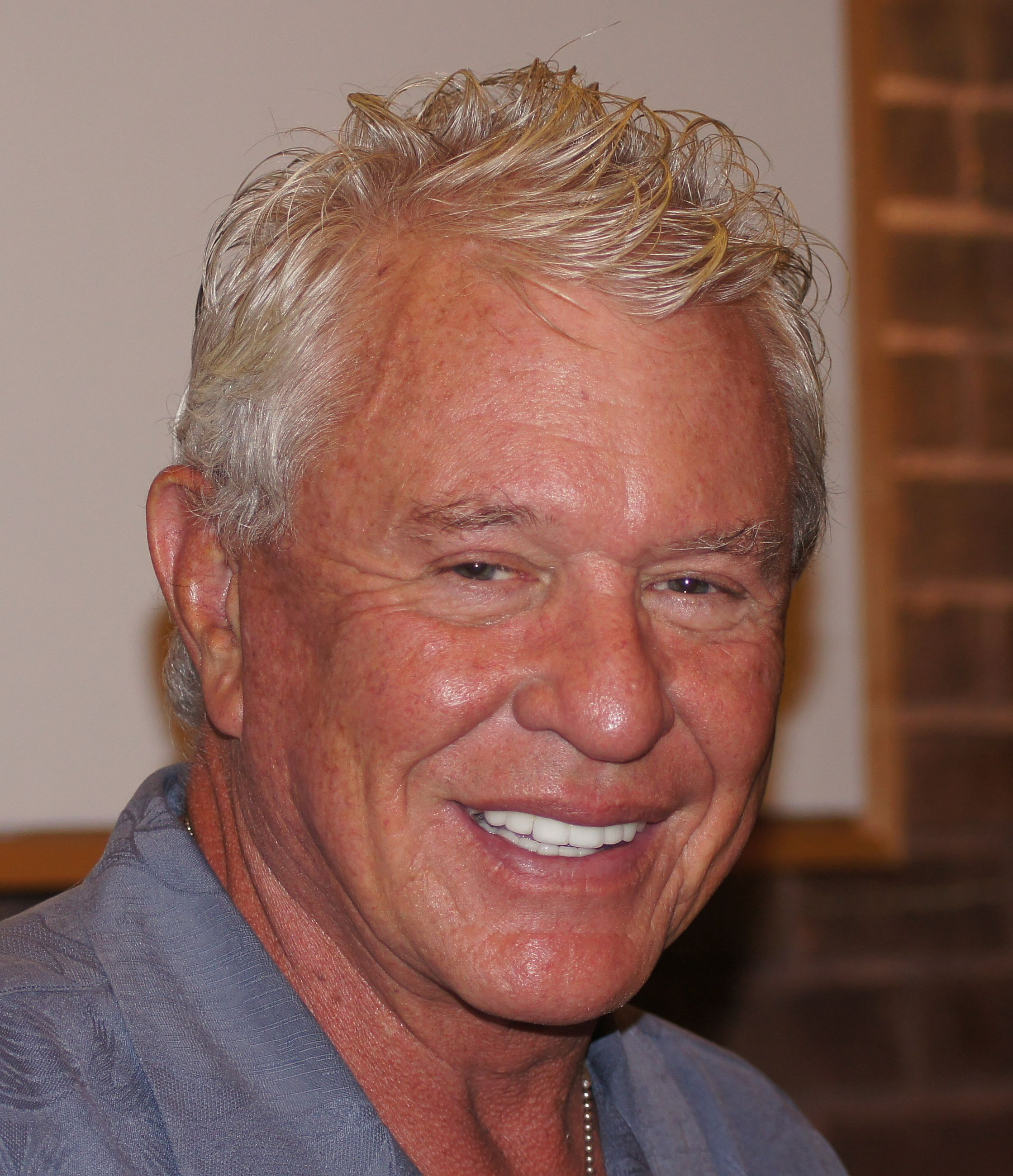
Tom Berenger (2019)

Tom Berenger (* 31. Mai 1949 in Chicago, Illinois; eigentlich Thomas Michael Moore) ist ein US-amerikanischer Schauspieler. Hauptsächlich wurde er bekannt durch seine Rollen in Actionfilmen.

## Leben

### Frühe Jahre
Berenger wurde in einer irischen katholischen Familie aus Chicago geboren. Sein Vater arbeitete als Verkäufer von Druckereimaschinen, die Mutter widmete sich der Familie, zu der noch eine ältere Schwester gehörte. Er besuchte die Rich East High School – Jahre später stand sein damals bester Freund namens Behringer Pate für seinen Künstlernamen.
Er studierte an der Universität von Missouri Journalistik, entschied sich aber später, nachdem er eine Hauptrolle in dem Bühnenstück Wer hat Angst vor Virginia Woolf? gespielt hatte, für eine Schauspielkarriere.
Vor seiner Schauspielkarriere war Berenger Flugbegleiter bei der inzwischen aufgelösten Fluglinie Eastern Air Lines.

### Karriere als Schauspieler
Zuerst nur in lokalen Theatergruppen zu sehen, zog er in den 1970ern nach New York, wo er dann in einigen Seifenopern Rollen erhielt und eine Schauspielschule besuchte. Allerdings war er häufig gezwungen, Gelegenheitsjobs anzunehmen, um sich über Wasser halten zu können. So arbeitete er z. B. bei einer Fluglinie als Steward, trat in Werbespots für Zahnpasta auf und war für die Agentur Wilhelma als Model tätig.
Seine erste Hauptrolle hatte er in Rush it (1976), ein Film, der zwar bald in Vergessenheit geriet, aber mit einigen später beachteten Schauspielern besetzt war. Im gleichen Jahr heiratete er seine langjährige Jugendliebe Barbara Wilson.
1977 spielte er eine vielbeachtete Nebenrolle als Mörder von Diane Keaton in Auf der Suche nach Mr. Goodbar. Es folgten noch einige andere Rollen, doch seinen Durchbruch hatte er erst in den 1980ern. Einer der ersten kommerziell erfolgreichen Filme war Der große Frust, in dem er neben Glenn Close, Jeff Goldblum, William Hurt und Kevin Kline agiert.
Vor allem die Rolle des Sgt. Barnes im Antikriegsfilm Platoon (1986) verschaffte ihm Bekanntheit und Anerkennung: Er erhielt dafür eine Oscarnominierung sowie einen Golden Globe für seine Leistungen. In den Folgejahren spielte er unter renommierten Regisseuren (Ridley Scott, Constantin Costa-Gavras, Jim Sheridan, Héctor Babenco, Wolfgang Petersen, Dennis Hopper, Robert Altman, Sönke Wortmann) und an der Seite bekannter Schauspieler (Sidney Poitier, Debra Winger, Aidan Quinn, Kathy Bates, Bob Hoskins, Charlie Sheen, Sharon Stone, Kenneth Branagh, Daryl Hannah). Es folgten zahlreiche weitere Film- und auch Fernsehproduktionen. Seit Mitte der 1990er Jahre ist er häufig in B-Filmen zu sehen, sein Schaffen umfasst mehr als 110 Produktionen.
Eine eigene Produktionsgesellschaft namens First Corps Endeavours, die in den Jahren 1995 bis 1997 drei seiner Filme produzierte, konnte ihm keinen Erfolg bescheren.

### Privatleben
Berenger hat zwei Kinder von seiner ersten Frau, Barbara Wilson, mit der er von 1976 bis 1984 verheiratet war: Allison Moore (geboren 1977) und Patrick Moore (geboren 1978). Er hat drei Töchter von seiner zweiten Frau Lisa Williams (mit ihr war er von 1986 bis 1997 verheiratet): Chelsea Moore (geboren 1987), Chloe Moore (geboren 1988) und Shiloh Moore (geboren 1995). Er hat eine Tochter, Scout Moore (geboren 1998), mit Patricia Alvaran, verheiratet im Jahr 1998. Er heiratete Laura Moretti in Sedona, Arizona, Anfang September 2012.

## Auszeichnungen (Auswahl)
- 1987: Golden Globe Award als Bester Nebendarsteller für Platoon
- 1987: Oscar-Nominierung als Bester Nebendarsteller für Platoon
- 1993: Emmy-Nominierung als Gastdarsteller in einer Comedyserie für Cheers
- 1994: Goldene-Himbeere-Nominierung als Schlechtester Nebendarsteller für Sliver
- 2010: PFCS-Award-Nominierung für das Beste Schauspielensemble für Inception (zusammen mit dem restlichen Cast)
- 2011: COFCA-Award-Nominierung für das Beste Schauspielensemble für Inception (zusammen mit dem restlichen Cast)
- 2012: Emmy als Bester Nebendarsteller in einer Miniserie oder einem Fernsehfilm für Hatfields & McCoys.

## Filmografie (Auswahl)
- 1975–1976: One Life to Live
- 1976: Rush It
- 1977: Johnny, We Hardly Knew Ye
- 1977: Auf der Suche nach Mr. Goodbar (Looking for Mr. Goodbar)
- 1977: Hexensabbat (The Sentinel)
- 1978: Lust auf Liebe (In Praise of Older Women)
- 1979: Butch & Sundance – Die frühen Jahre (Butch and Sundance: The Early Days)
- 1980: Die Hunde des Krieges (The Dogs of War)
- 1982: Jenseits der Schwelle (Oltre la porta)
- 1983: Der große Frust (The Big Chill)
- 1983: Eddie and the Cruisers
- 1984: Fear City – Manhattan 2 Uhr nachts (Fear City)
- 1984: Rhapsodie in Blei (Rustlers’ Rhapsody)
- 1986: Rache ist ein süßes Wort (If Tomorrow Comes)
- 1986: Platoon
- 1987: Der Mann im Hintergrund (Someone to Watch Over Me)
- 1987: Dear America – Briefe aus Vietnam (Dear America: Letters Home from Vietnam)
- 1988: Mörderischer Vorsprung (Shoot To Kill)
- 1988: Last Rites
- 1988: Verraten (Betrayed)
- 1989: Geboren am 4. Juli (Born on the 4th of July)
- 1989: Die Indianer von Cleveland (Major League)
- 1990: Die Liebe eines Detektivs (Love at Large)
- 1990: Das Feld (The Field)
- 1991: Ein Pfeil in den Himmel (At Play in the Fields of the Lord)
- 1991: Tod im Spiegel (Shattered)
- 1993: Sniper – Der Scharfschütze (Sniper)
- 1993: Sliver
- 1993: Cheers (Fernsehserie, Folgen 11x25–11x26)
- 1993: Gettysburg
- 1994: Chasers – Zu sexy für den Knast (The Chasers)
- 1994: Die Indianer von Cleveland II (Major League II)
- 1995: Body Language
- 1995: The Lincoln Assassination
- 1995: Das Tal der letzten Krieger (Last of the Dogmen)
- 1995: Die Heiligen der letzten Tage (Avenging Angel)
- 1996: Dangerous Hell (An Occasional Hell)
- 1996: Mörderischer Tausch (The Substitute)
- 1997: Rough Riders – Das furchtlose Regiment (Rough Riders)
- 1998: A Murder of Crows – Diabolische Versuchung (A Murder of Crows)
- 1998: The Gingerbread Man
- 1998: Rileys letzte Schlacht (One Man’s Hero)
- 1998: Shadow of Doubt – Schatten eines Zweifels (Shadow of Doubt)
- 1999: Agenten des Todes (In the Company of Spies)
- 1999: Enemy of my Enemy
- 1999: Diplomatic Siege
- 2000: Turbulence 2 (Turbulence II: Fear of Flying)
- 2000: Law & Order (Fernsehserie, Folge 10x13)
- 2000: Cutaway – Jede Sekunde zählt! (Cutaway)
- 2000: Takedown
- 2001: Training Day
- 2001: True Blue – Perversion, Erpressung, Mord (True Blue)
- 2001: Der Himmel von Hollywood (The Hollywood Sign)
- 2001: Ally McBeal (Fernsehserie, Folge 5x07)
- 2001: Watchtower
- 2001: The Inferno
- 2002: Sniper 2
- 2002: The Junction Boys
- 2002: Johnson County War
- 2002: D-Tox – Im Auge der Angst (Eye See You)
- 2003: Third Watch – Einsatz am Limit (Third Watch, Fernsehserie, Folgen 4x19–4x22)
- 2003: Peacemakers (Fernsehserie, 9 Folgen)
- 2004: Firedog
- 2004: The Detective
- 2004: Sniper 3
- 2005: Into the West
- 2006: Amy Coin
- 2006: Nightmares & Dreamscapes: Nach den Geschichten von Stephen King
- 2007: Order of Redemption
- 2007: Wunder einer Weihnachtsnacht (The Christmas Miracle of Jonathan Toomey)
- 2007–2008: October Road (Fernsehserie, 19 Folgen)
- 2008: Stiletto
- 2009: Smokin’ Aces 2: Assassins’ Ball
- 2009: Charlie Valentine – Gangster, Gunfighter, Gentleman (Charlie Valentine)
- 2009: Breaking Point – Hoffnung stirbt zuerst (Breaking Point)
- 2010: Inception
- 2010: Faster
- 2010: Sinners And Saints
- 2011: XIII – Die Verschwörung (XIII: The Series, Fernsehserie, 6 Folgen)
- 2012: Brake
- 2012: Hatfields & McCoys (Miniserie)
- 2013–2015: Major Crimes (Fernsehserie, 7 Folgen)
- 2014: Bad Country
- 2014: Sniper: Legacy
- 2014: Lonesome Dove Church
- 2015: Reach Me – Stop at Nothing (Reach Me)
- 2015: Impact Earth
- 2017: Training Day (Fernsehserie, 1 Folge)
- 2017: Sniper: Homeland Security (Sniper: Ultimate Kill)
- 2019: Supervized
- 2019: Schlacht in den Ardennen (Battle of the Bulge: Winter War)
- 2020: Hunted – Blutiges Geld (Blood and Money)
- 2020: Sniper: Assassin’s End
- 2022: The Most Dangerous Game
- 2024: One More Shot